# Capitano Achab
Il Capitano Achab (Captain Ahab) è un personaggio immaginario del romanzo Moby Dick, creato da Herman Melville. È il capitano della baleniera Pequod, da lui armata unicamente per dare la caccia alla mostruosa balena bianca che gli ha mozzato una gamba nel suo viaggio precedente. 

## Biografia del personaggio
Da quanto narrato nel romanzo si desume che Achab sia originario di Nantucket, piccola isola del Massachusetts, da giovane ha trovato lavoro su una baleniera e a diciott'anni ha ucciso la sua prima balena (cap. 132, "La sinfonia"). Del resto della sua vita si sa ben poco: probabilmente, nei brevi periodi concessigli dalla sua attività marinaresca, non si è mai allontanato da Nantucket. Il suo nome "fu uno sciocco, ignorante ghiribizzo di quella matta di sua madre, una vedova che morì quando lui aveva soltanto dodici mesi" (cap. 16, "La nave"); nel film di John Huston viene detto che la madre spirò dopo aver pronunciato la parola "Achab".
Divenuto presto capitano, durante una spedizione una vedetta avvista una balena bianca, un gigantesco capodoglio albino, e Achab fa calare le lance. Nel corso della caccia il capitano intravede il coltello da sagola, un coltello utilizzato quando la balena sta per far partire la sagola o quando bisogna fermare l'ammainata, e prova a colpire Moby Dick con quell'arma, ma la balena ruota su stessa e Achab si ritrova con la gamba appoggiata proprio sulla bocca del gigantesco cetaceo. Mentre il capitano vibra la pugnalata, l'animale gli mozza la gamba tra le fauci e s'immerge nelle profondità del mare. In seguito a quell'incidente che gli è costato quasi la vita, Achab si fa costruire da un falegname una gamba artificiale, utilizzando però una mascella di capodoglio invece del solito legno.
Achab è sposato, ma "la moglie diventò subito vedova" (cap. 132, "La sinfonia") perché il marito era costantemente per mare (in quarant'anni, non ne era stato tre sulla terraferma). Dopo qualche tempo, "da quella dolce ragazza quel vecchio ha avuto un bimbo" (cap. 16, "La nave"). All'epoca dei fatti narrati in Moby Dick, Achab è il capitano del veliero Pequod.

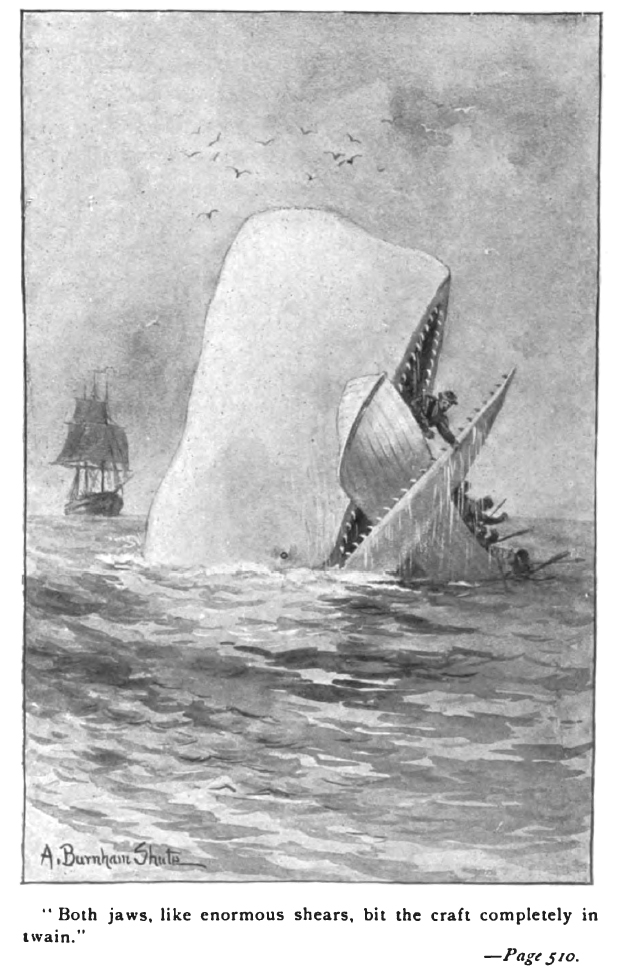
Illustrazione da un'edizione ottocentesca di Moby Dick. La didascalia recita: "Entrambe le mascelle, come due gigantesche cesoie, spezzarono in due l'imbarcazione".

### L'ultima caccia
Dopo diverse cacce alle balene, Achab fa bere dallo stesso calice i guardieri, il falegname Perth, il cuoco e gli altri marinai, mentre i ramponieri bevono dai buchi nel legno del rampone appositamente fabbricato per trafiggere Moby Dick e suggellato con il loro sangue pagano. Per lui è il rituale di giuramento con cui tutto l'equipaggio s'impegna a uccidere la balena bianca. Quindi appende un doblone spagnolo al trinchetto, come ricompensa per il primo che avvisterà la preda a lungo inseguita.
In realtà la balena bianca viene avvistata dallo stesso Achab che cala in mare tre lance per darle la caccia ma, dopo un'ora di attesa, l'enorme cetaceo riemerge improvvisamente e, afferrata tra le fauci spalancate la lancia "ammiraglia" su cui si trova Achab, la fa a pezzi. Il capitano è poi tratto in salvo dalle altre due lance (cap. 133, "La caccia - Prima giornata").
Moby Dick viene riavvistata il giorno seguente, le scialuppe vengono calate in mare e la caccia riprende. La balena, benché colpita da vari arpioni, distrugge o fa cozzare tra loro tutte le lance impegnate nella sua cattura. Achab ritenta il fato e afferra il coltello da sagola per cercare di annientare il temibile animale, ma alla fine deve desistere dal proprio intento (cap. 134, "La  caccia - Seconda giornata").
Il terzo giorno il capitano del Pequod, convinto di aver superato la balena, fa poggiare la nave per attenderla. In effetti Moby Dick viene avvistata per la terza volta e, nella lotta successiva, solo un'unica lancia rimane integra, quella che porta il capitano Achab. Ora però l'animale attacca direttamente il Pequod e vi apre una falla. È a questo punto che Achab, mentre vede affondare la sua nave, pronuncia il famoso monologo "Volto la schiena al sole" prima di scagliare l'unico rampone rimasto. L'arpione, che non è quello "battezzato" con il sangue dei pagani, colpisce la balena, ma la sagola s'incastra; Achab cerca di disincagliarla ma la corda gli avvolge il collo e lo trascina fuoribordo, tra i flutti (cap. 135, "La  caccia - Terza giornata").

## Analisi del personaggio
Nonostante sia Ismaele la voce narrante del romanzo, il capitano Achab è il vero protagonista della vicenda e la colonna portante di tutta la storia.
In funzione dell'intonazione teatrale che Melville cerca di conferire alla propria opera, Achab presenta tutte le caratteristiche peculiari "dell'eroe tragico", per così dire, e, come in un dramma faustiano, trascende la propria condizione deciso a perseguire il suo scopo fino all'estremo, condannando se stesso e i suoi marinai all'annichilimento della ragione e alla morte.
La struttura della vicenda si regge interamente sulla sua ossessione per Moby Dick. Pur basata su un semplice nucleo narrativo, la storia ha una fisionomia abissale, simile a quella del biblico Leviatano.
Achab viene descritto in modo molto dettagliato da Ismaele: è un uomo tra i 40 e i 50 anni alto e ben piazzato con dei corti capelli neri e una barba lunga in stile Amish anch'essa nera, privo di baffi, un naso piccolo ma ampio e due occhi azzurro chiaro, descritti da Ismaele come "uno sguardo glaciale". È vestito con una giacca nera con dei bottoni dorati, pantaloni blu scuro piuttosto larghi, uno stivale nero e di taglia grande e una protesi in avorio, che sostituisce la gamba sinistra mancante, ricavata da un dente e parte della mandibola di Moby Dick. Ha anche una grossa cicatrice che gli parte dal volto per attraversargli tutto il torace e tende a fumare la pipa.
Nel romanzo vi sono parecchi momenti in cui Achab non è presente. Bisogna aspettare un centinaio di pagine perché venga almeno evocato per la prima volta il suo nome e un'altra cinquantina perché faccia la sua prima apparizione, breve e incisiva, in carne ed ossa: in pochi minuti Achab si presenta alla ciurma, e al lettore, con la sua ossessione e la sua inscalfibile determinazione. La seconda volta che appare, poi, è per gettare in mare la pipa, simbolica rinuncia ascetica ai piaceri e alla tranquillità della vita di terra.
Per gran parte del romanzo il capitano rimane chiuso nella sua cabina e non ritorna all'aria aperta se non sporadicamente, ma in un certo senso non scompare mai del tutto. Anche se non lo si vede, i marinai sanno, e soprattutto lo sa il lettore, che lui c'è, è chiuso nella sua cabina e sta pensando a Moby Dick. Questo suo isolarsi all'interno di uno spazio chiuso è carico di significati simbolici. Sono la sua determinazione e la sua ambizione ad allontanarlo dalla condizione di semplice uomo e ad accostarlo invece alla potenza di un fenomeno naturale, tanto da convincerlo di essere in grado di ingaggiare una lotta da pari a pari con una creatura quasi soprannaturale come Moby Dick.

## Altri media
Il capitano Achab è stato interpretato da diversi attori negli adattamenti cinematografici del romanzo:
- John Barrymore in Il mostro del mare (1926) e in Moby Dick, il mostro bianco (1930)
- William Dieterle in Dämon des Meeres (1931)
- Gregory Peck in Moby Dick, la balena bianca (1956)
- Jack Aranson in Moby Dick (1978)
- Patrick Stewart in Moby Dick (1998)
- Frédéric Bonpart in Capitaine Achab (2004)
- Barry Bostwick in 2010: Moby Dick (2010)
- Danny Glover in Age of the Dragons (2011)

### Apparizioni in televisione
Il capitano Achab compare in un episodio della settima stagione della serie TV C'era una volta, interpretato da Chad Rook. In questa versione si è in qualche modo impossessato dell'amo di Maui, in grado di distruggere qualsiasi prigione. Viene ucciso da Capitan Uncino.

### Citazioni nei media
La band doom metal tedesca Ahab si intitola dal personaggio di Melville. Il loro album The Call of the Wretched Sea è direttamente ispirato a Moby Dick e il capitano Ahab è più volte citato.
Similarmente, la band sludge metal americana Mastodon rilasciò nel 2004 l'album Leviathan, anch'esso ispirato dal romanzo di Melville e con riferimenti al personaggio.
Il capitano Achab viene inoltre menzionato dal rapper italiano J-Ax nel suo brano The Pub Song, presente nell'album Il bello d'esser brutti e scritto insieme a Weedo.
Nel videogioco Metal Gear Solid V: The Phantom Pain, il protagonista Venom Snake viene più volte citato con il nome in codice "Ahab", riferendosi proprio alla sua ricerca di vendetta, tema principale (e condiviso, in modalità e motivazioni) delle due opere. I riferimenti al romanzo di Melville non si esauriscono qui, in quanto in verità il videogioco di Hideo Kojima è un parallelismo a Moby Dick: Dal nome in codice di Venom Snake (Ahab), a quello dell'aiutante (Ishmael), fino all'elicottero da battaglia che accompagnerà il giocatore nelle sue avventure (Pequod).